# 귀여움

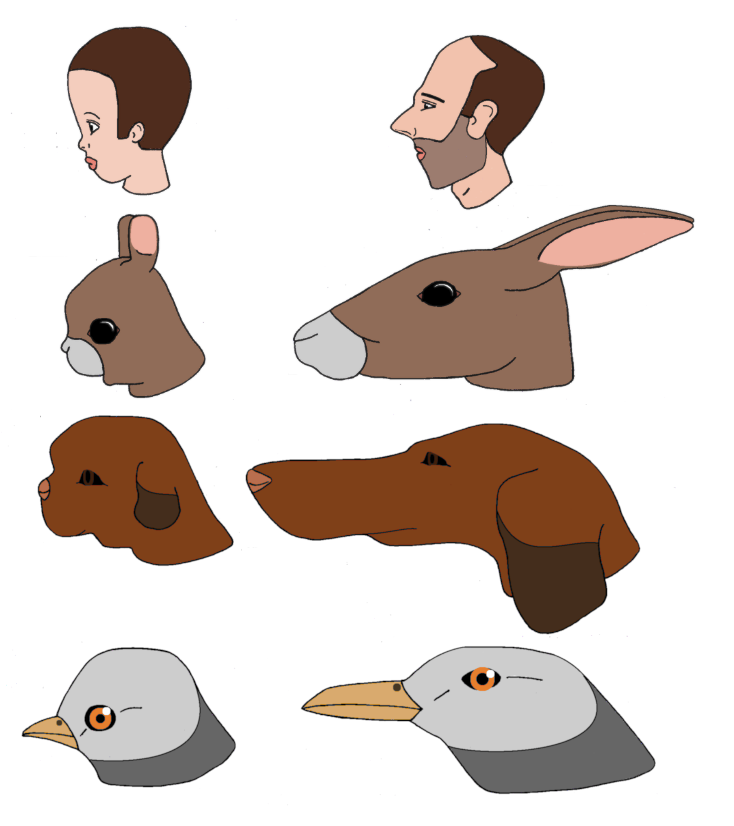

귀여움(cuteness) 또는 귀염은 보이는 것 등이 사랑스럽게 느껴지는 것을 말한다. 일반적으로 인간은 인간 아기와 닮은 형태일 수록 그 대상에게 귀엽다고 느낀다. 또한 귀여움의 예로는 아기, 강아지, 고양이 등이 있다. 아기나 어린이의 형태를 가진 대상에 포유류는 귀여움을 느낀다. 인간의 성선택이나 가축의 가축화 등 유생연장 형태로 어린 개체의 속성을 성체가 가지고 있어도, 귀여움을 느낀다.

## 같이 보기
- 카와이
- 귀염
- 인류의 유생연장